# Cratere Púnsk
Púnsk è un cratere sulla superficie di Marte.
Il Cratere Púnsk è un cratere meteoritico nel quadrilatero Oxia Palus di Marte, che si trova a 20,8° N e 41° W. Ha un diametro di 11,6 km e deve il suo nome a Puńsk, Polonia.
I crateri da impatto in genere hanno un bordo con materiale espulso intorno a loro, invece i crateri vulcanici di solito non hanno un orlo o prodotti di depositi piroclastici. Sono crateri più grandi (maggiori di 10 km di diametro) che di solito hanno un picco centrale.
Il picco è causato da un rimbalzo del cratere a seguito dell'impatto.

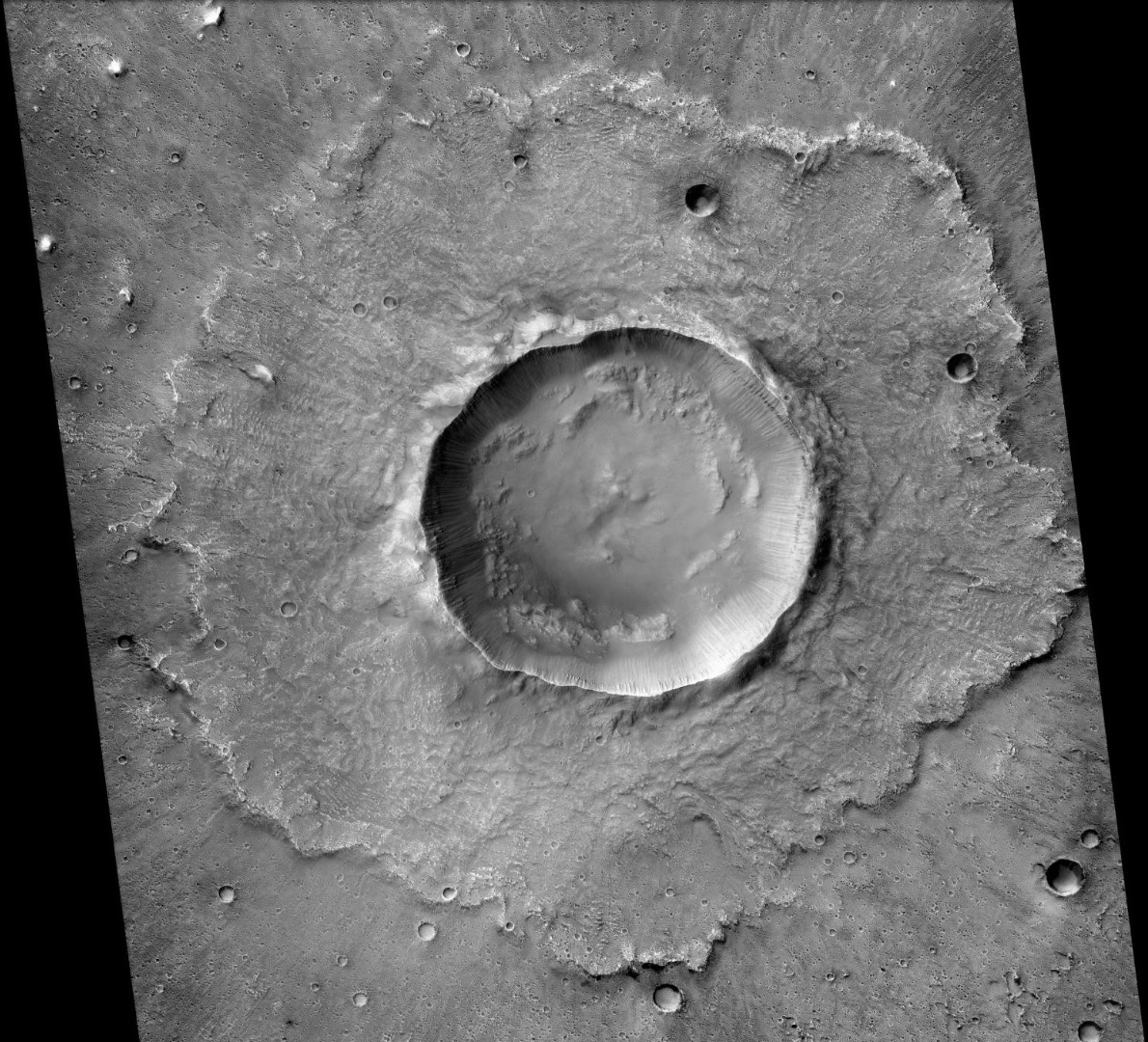
Il cratere Punsk, visualizzato dalla Fotocamera CTX

## Perché i crateri sono importanti?
La densità dei crateri da impatto viene utilizzata per determinare l'età della superficie di Marte e di altri corpi del sistema solare.
Più la superficie è vecchia, più i crateri presenti sono numerosi. Le forme dei crateri possono rivelare la presenza di ghiaccio sul terreno.
La zona intorno ai crateri può essere ricca di minerali. Su Marte, il calore dall'impatto scioglie il ghiaccio sul terreno. L'acqua del ghiaccio in fusione dissolve i minerali, e poi li deposita in crepe o difetti che sono stati prodotti con l'impatto. Questo processo, chiamato alterazione idrotermale, è un modo importante in cui i depositi di minerale vengono prodotti. La zona intorno ai crateri marziani può essere ricca di minerali utili per la futura colonizzazione di Marte.